# Alpine (Texas)
 For alternative betydninger, se Alpine. (Se også artikler, som begynder med Alpine)
Alpine er en amerikansk by og administrativt centrum for det amerikanske county Brewster County, i staten Texas. Den har et indbyggertal på 6.035 (2020) indbyggere.

## Ekstern henvisning
- Wikimedia Commons har flere filer relateret til Alpine (Texas)
- Alpines hjemmeside Arkiveret 25. juni 2020 hos  Wayback Machine (engelsk)